# ペーター・ハルティンク

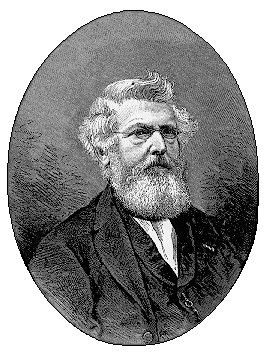
Pieter Harting

ペーター・ハルティンク（Pieter Harting, 1812年2月27日 – 1885年12月3日）はオランダの植物学者、博物学者である。顕微鏡学、水文学、植物学、地質学の分野での多くの著作で知られる。1865年にジオスコリデス（Dr.Dioscoordis）名義で刊行した未来小説、『西暦2065年』(Anno 2065. Een blik in de toekomst)はオランダに派遣された肥田浜五郎が購入し、日本に持ち帰り近藤真琴によって翻訳され『新未来記』として刊行された。

## 生涯
ロッテルダムに生まれた。1835年にユトレヒト大学で医学の学位を取り、アウデワーター（Oudewater）でしばらく開業した。フラネケルの学校で2年間、薬学を教えた後、ユトレヒトに戻り、薬理学、植物生理学の教授となり、後に動物学の教授となった。1856年に動物学の博物館にの館長に任じられた。オランダ王立芸術科学アカデミーの会員となり、ライデン大学の名誉博士の称号をうけた。
顕微鏡とレンズ製作の歴史に興味をいだき、自らも顕微鏡の改良を行い、顕微鏡に関する著書を出版し、ドイツ語を含む各国語に翻訳された。ユトレヒト大学に学生のための顕微鏡実験室を開いた。
水文学の分野で地下水の研究を行い水質の改良の研究を行った。チャールズ・ダーウィンの進化論の初期の支持者でもあった。オランダの地質図作成の委員会に参加した。